# Протопопов Василь Якович
Василь Якович Протопопов (21 грудня 1846 — 30 березня 1914) — російський адвокат, голова Одеської міської думи і Градоначальник Одеси.

## Біографія
Син священика, народився в селі Богомолівка, неподалік Кременчука. Витримав іспит в першій Київській гімназії та вступив до Київського університету на юридичний факультет. Через два роки перейшов в Новоросійський, де і закінчив курс. Більше 25 років займався адвокатурою, спочатку в Єлисаветграді, а потім в Одесі, де 18 років був старшиною присяжних повірених.
Своєю чесною, непідкупною діяльністю, своїм благородством, зумів здобути собі глибоку повагу. Протягом декількох років Протопопов був віце-президентом товариства образотворчих мистецтв, головою «Товариства відбули покарання і безпритульних» і протягом двох років Одеським міським головою (з кінця 1905 року), а гласним міської думи перебував з 1900 року.